# エーリングスハウゼン
エーリングスハウゼン (ドイツ語: Ehringshausen) は、ドイツ連邦共和国ヘッセン州ギーセン行政管区のラーン＝ディル郡に属す町村（以下、本項では便宜上「町」と記述する）である。

## 地理

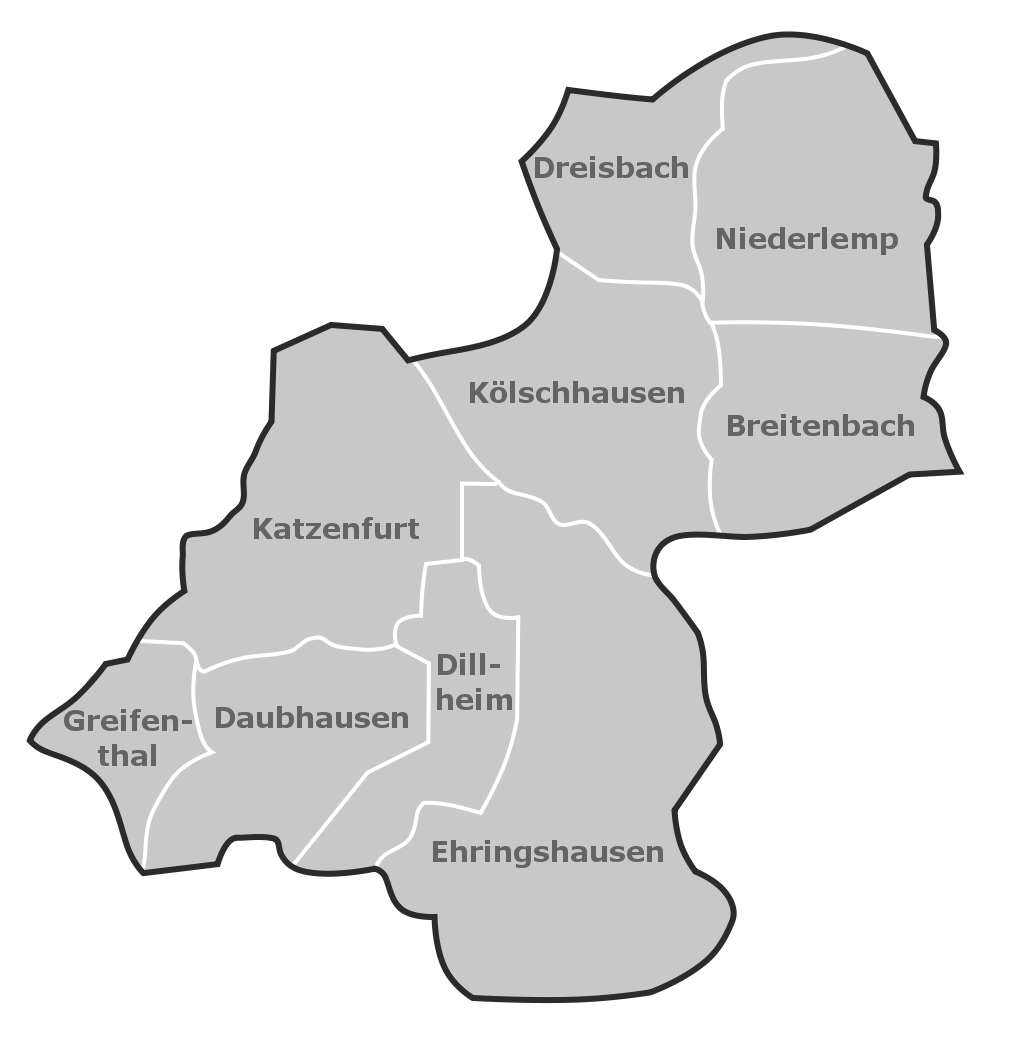
エーリングスハウゼンの地区図

### 位置
エーリングスハウゼンはディル川下流の谷、ヴェッツラーとヘルボルンとの間、レムプ川がディル川に注ぐ地点に位置している。
郡境の経度・緯度の中間点を採る方法によるラーン＝ディル郡の地理上の中心地点は、この町のケルシュハウゼン地区の西にあたる。
この町はラーン＝ディル＝ベルクラント自然公園内に位置している。

### 隣接する市町村
エーリングスハウゼンは、北はミッテンアール、東はアスラー、南はゾルムスおよびロイン、南西はグライフェンシュタイン、北西はジン（いずれもラーン＝ディル郡）と境を接している。

### 自治体の構成
この町には、以下の9つの地区が含まれる: ブライテンバッハ、ダウプハウゼン、ディルハイム、ドライバッハ、エーリングスハウゼン、グライフェンタール、カッツェンフルト、ケルシュハウゼン、ニーダーレムプ。

## 歴史
エーリングスハウゼンは802年に初めてロルシュ文書に記録されている。この文書によれば、Irinc という人物がロルシュ修道院に、ラーンガウのバルクトルファー・マルク (Barctorpher marca = Gemarukung Bardorf) の防御設備を持つ農場を寄贈した。バルドルフは、現在のエーリングスハウゼンのディル川右岸地域を指すが、これがエーリングスハウゼンの直接の前身であるかどうかは定かではない。
最も古い集落はブライテンバッハで、778年に初めて文献に記録されている。

### 領邦と行政機構
エーリングスハウゼンが属した領邦および行政機構を以下に列記する。
- 1806年以前: 神聖ローマ帝国、ゾルムス＝ブラウンフェルス侯領（ドイツ語版、英語版）ゾルムス伯部分アムト・グライフェンシュタイン
- 1806年から: ナッサウ公国アムト・グライフェンシュタイン
- 1816年から: プロイセン王国ライン州（ドイツ語版、英語版）コブレンツ県（ドイツ語版、英語版）ブラウンフェルス郡
- 1822年から: 北ドイツ連邦プロイセン王国ライン州コブレンツ県ヴェッツラー郡
- 1871年から: ドイツ国プロイセン王国ライン州コブレンツ県ヴェッツラー郡
- 1918年から: ドイツ国プロイセン自由州ライン州コブレンツ県ヴェッツラー郡
- 1932年から: ドイツ国プロイセン自由州ヘッセン＝ナッサウ州（ドイツ語版、英語版）ヴィースバーデン県ヴェッツラー郡
- 1945年から: アメリカ管理地区（ドイツ語版）グロース＝ヘッセン（ドイツ語版、英語版）、ヴィースバーデン行政管区ヴェッツラー郡
- 1949年から: ドイツ連邦共和国ヘッセン州ヴィースバーデン行政管区ヴェッツラー郡
- 1968年から: ドイツ連邦共和国ヘッセン州ダルムシュタット行政管区ヴェッツラー郡
- 1977年から: ドイツ連邦共和国ヘッセン州ダルムシュタット行政管区ラーン＝ディル郡
- 1981年から: ドイツ連邦共和国ヘッセン州ギーセン行政管区ラーン＝ディル郡

### 市町村合併
ヘッセン州の地域再編に伴い、1970年12月31日にディルハイムがエーリングスハウゼンに合併した。1971年12月31日にドライスバッハとグライフェンタールがこれに加わった。1977年1月1日、エーリングスハウゼン、ブライテンバッハ、ダウプハウゼン、カッツェンフルト、ケルシュハウゼン、ニーダーレムプが州法に従って、エーリングスハウゼンとして合併した。

## 行政

### 町議会
エーリングスハウゼンの町議会は、31議席からなる。

### 首長
2015年11月1日に町長選挙が行われた。唯一の候補者ユルゲン・モック (SPD) は 81.8 % の支持票を獲得して再選された。ユルゲン・モックは2009年11月1日から町長職に就いている。

#### 合併以後の歴代町長
1977年の合併以後の歴代町長を列記する。
- 1976年 - 1977年: ハインリヒ・ルンプフ、エーリングスハウゼンからの委託
- 1977年 - 1984年: マンフレート・フーゲ (CDU)
- 1984年 - 1985年: ヴォルフガング・カイザー (CDU)
- 1986年 - 2010年: エーバーハルト・ニービヒ[9]
- 2010年 - : ユルゲン・モック (SPD)

### 住民投票
エーリングスハウゼンでは過去に1度住民投票が行われた。これは以下のテーマについての住民投票であった。

#### 2007年 ディルハイム地区の近郊型保養地「ディルパルク」の存続について
2007年10月28日の住民投票主題: 「ディルパルク」をエーリングスハウゼン住民のための近郊形保養地として存続させること、したがってエーリングスハウゼンの「アウフム・シュリュッセラッカー」地域を「一般的住宅建設地域」とした土地利用指定に反することの是非について。
|          | 票数  | %      |
| -------- | ----- | ------ |
| 有権者数 | 7,116 |        |
| 投票数   | 2,196 | 30.9 % |
| 賛成     | 1,477 | 67.6 % |
| 反対     | 708   | 32.4 % |

結果: 多数であった賛成票も、有権者数の 25 % 以上という成立要件に 302票足らず、この住民投票は不成立となり、町議会で改めて決定することとなった。
2007年11月22日に町議会は、多数決により建設地域の移動を決定した。

### 姉妹自治体
エーリングスハウゼンは以下の自治体と姉妹関係を結んでいる。
- ロックモール（フランス語版、英語版）（フランス、ガール県）1973年4月28日
- ヘイヴァーヒル（英語版）（イギリス、サフォーク）1983年4月16日
- ノイシュタット・アム・レンシュタイク（ドイツ語版、英語版）（ドイツ、テューリンゲン州）1991年5月11日

### 紋章
1977年2月9日にエーリングスハウゼンは以下の紋章の使用を承認された。この紋章は、1977年1月1日にブライテンバッハ、ダウプハウゼン、エーリングスハウゼン、カッツェンフルト、ケルシュハウゼン、ニーダーレムプが合併するまで、エーリングスハウゼンが使用していた紋章である。
図柄: 金地に赤い歯車が青く直立した三角図形（パイル・リバースト）とともに描かれている。
解説: 金地に赤い歯車は、この町の鉄工業、木工業、合成樹脂加工業を表している。この町は何世紀も前から1956年まで存続していた鉄鉱石採掘で知られており、昔から純粋な農村ではなかった。青い三角図形は様式化された教会の塔を意味しており、エーリングスハウゼンの後期ゴシック様式の礼拝堂にちなんだものであるが、実際の建築の姿はこの紋章に描かれた姿と異なっている。

## 文化と見所

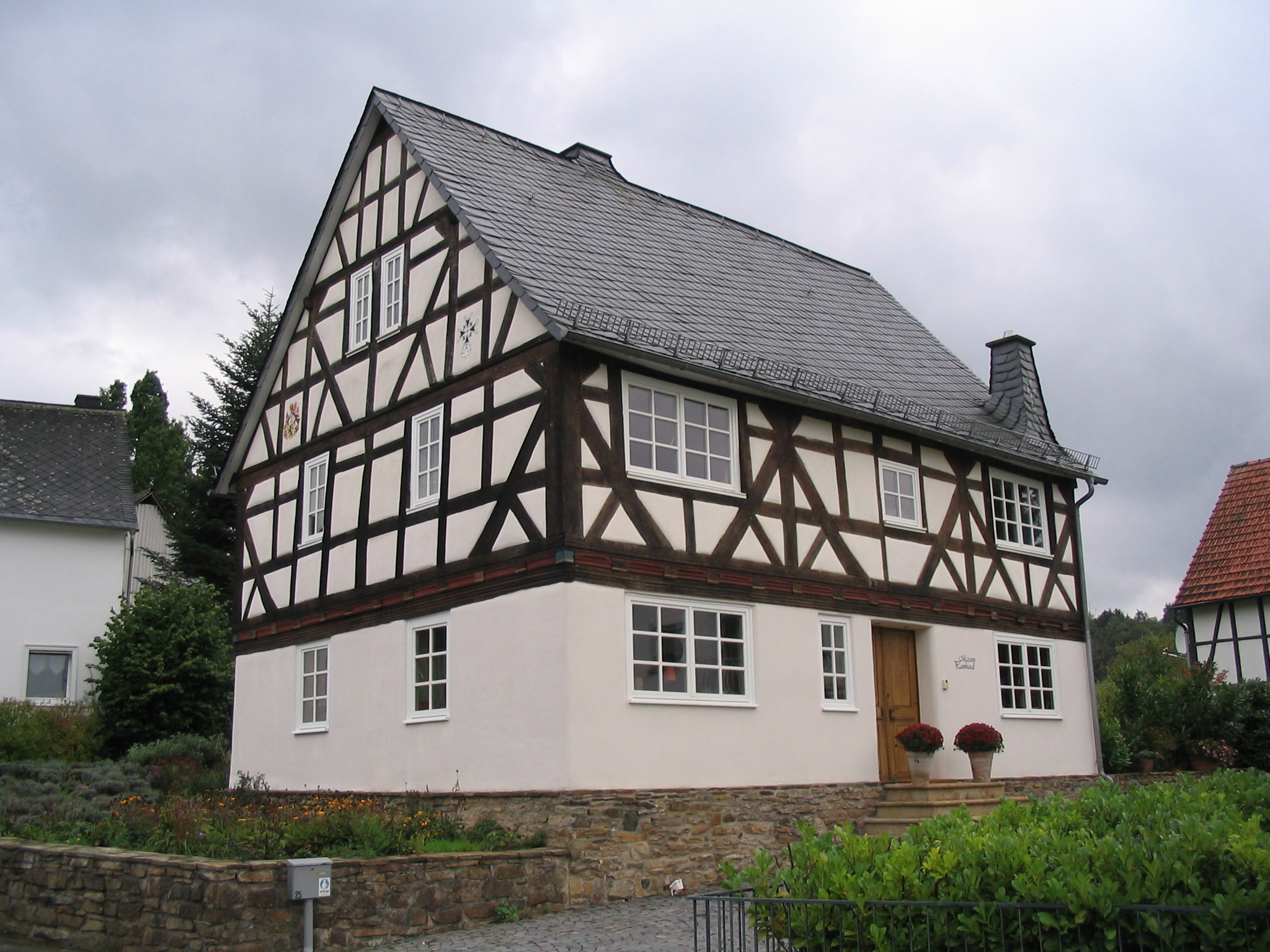
グライフェンタールの木組み建築

### 博物館
- ブライテンバッハ郷土・文化博物館
- ケルシュハウゼン「ケーラース」郷土・消防博物館
- エーリングスハウゼン郷土博物館
- ダウプハウゼンの村とユグノー派の博物館「アルテ・シューレ」[14]

### 旧シナゴーグ

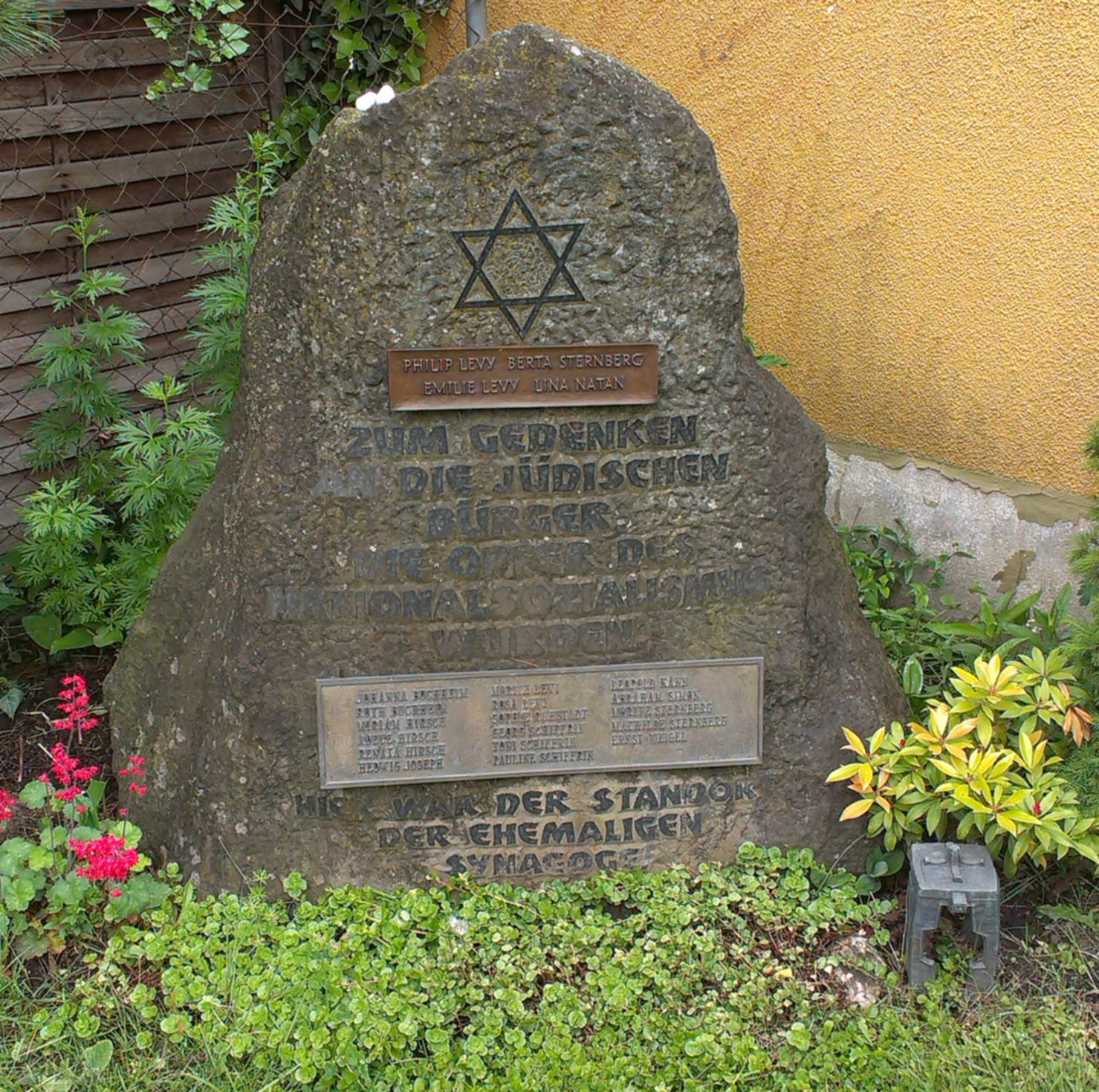
エーリングスハウゼンのシナゴーグ記念碑

エーリングスハウゼンのユダヤ人コミュニティは18世紀に形成され、1933年まで存続した。
礼拝室の広さ 4.00 m × 5.35 m のシナゴーグが、バーンホーフ通りの建物内にあった。1938年の11月排斥運動の際に礼拝室の調度は破壊され、荒廃した。1945年以後も旧シナゴーグは存在していたが、1975年に老朽化のために取り壊された。旧シナゴーグの跡地には、国家社会主義の犠牲となった1942人のユダヤ住民を追悼する記念碑が1988年11月に建立された。

### レジャー

#### ディルパルク
ディルパルクはディルハイム地区の南端に位置しており、ディル川沿いの草原の一部として、アウフム・シュリュッセラッカー、イン・デン・ナッセン・ザーデルン、フォア・デム・ヴァインガルテン、アン・デム・ウーファ、イン・デア・シュミット地域に広がっている。
この公園は、特に老人・養護ホーム「アム・ディルパルク」、高齢者住宅施設の住人、学校や幼稚園の子供たちの近郊形保養地（憩いの場）となっている。
ディルパルクは天然の貯水池であり、ディル地方の洪水予防に利用されている。

#### 余暇センター
総合学校の体育館の隣に、25 m プールを有する室内プール「ハーフェルヒル＝バート」がある。ロックマウレ＝シュタディオーンや町立体育館とともに余暇センターを形成している。

#### ディルアウエ
2012年、「ディルアウエのダートバイクとフィットネス」プロジェクトの一環でダートバイクコースが造られ、完成した。この他にディル川沿いの遊歩道が整備され、全世代向けにアウトドア＝フィットネス施設が設けられた。

## 経済と社会資本

### 交通
エーリングスハウゼンを連邦アウトバーン A45号線が通っており、エーリングスハウゼン・インターチェンジがある。これとほぼ平行に連邦道 B277号線がカッツェンフルト、ディルハイム、エーリングハウゼンの各地区を通っている。さらに鉄道ジーゲン - ギーセン線のカッツェンフルト駅およびエーリングスハウゼン (ヴェッツラー郡) 駅がある。

#### エーリングスハウゼン駅
エーリングスハウゼン (ヴェッツラー郡) 駅は、ヴェッツラーとヘルボルンとの間の最も重要な途中駅である。この駅には、単式ホームと島式ホームの2つのプラットホームがある。簡素な漆喰塗りで平たい切妻屋根を戴いた駅舎は、ヘッセン文化財保護法に基づく文化財に指定されている。平日には1時間ごと、日曜祝日は2時間ごとにミッテルヘッセン＝エクスプレス（SE 40; ディレンブルク - フランクフルト中央駅）が運行している。月曜日から金曜日の繁忙時間には、DBレギオAGのディレンブルク - ギーセンに接続するレギオナルバーンが運行している。平日の朝夕にはさらにマイン＝ジーク＝エクスプレス (RE 40/99) のRE-スプリンターが運行しており、ライン＝マイン地方との間の迅速な接続を通勤客に提供している。2012年に駅の転轍器が拡充され、さらにギーセン方面向けに新たなプラットホームが設けられた。これにより乗客は線路上を歩く必要がなくなった。

### 経済
エーリングハウゼンの大口雇用主としては、自動車下請けのファミリー企業キュスターとカッツェンフルト地区の電子工業分野の機械製造業者ヘドリック・グループおよびアルファカン・オムニプラストがある。

### 公共機関
カイゼリン＝アウグステ＝ヴィクトリア病院、町内を管轄する救急監視所、ヘルボルン警察署の分署がある。

#### カイゼリン＝アウグステ＝ヴィクトリア病院
この病院は1911年に設立され、皇后アウグステ・ヴィクトリアにちなんで命名された。2007年4月までは、ラインラント福音主義婦人援助会 e.V. の施設であった。
2001年に経営形態を gGmbH（公益的有限会社）に変更し、ラインラント福音主義婦人援助会 e.V. が単独の経営者となった。
この病院は2007年5月から他の経営者を入れた民間の有限会社となっている。

### 教育
エーリングスハウゼンとカッツェンフルトの基礎課程学校の他に、ラーン＝ディル郡の総合学校がある。

## 人物

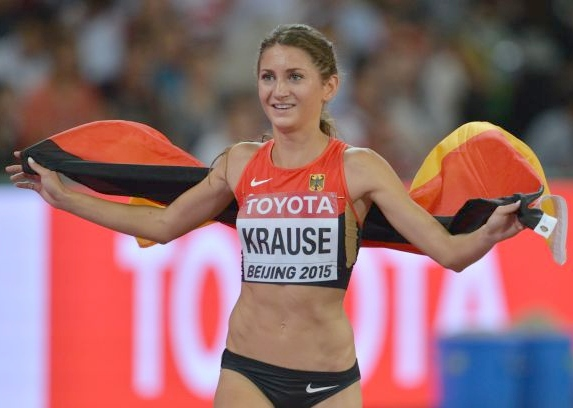
ゲサ・フェリシタス・クラウス

### 出身者
- ドミニク・シュトロー＝エンゲル（ドイツ語版、英語版）（1985年 - ）サッカー選手
- ゲサ・フェリシタス・クラウス（ドイツ語版、英語版）（1992年 - ）陸上競技選手